# Jaskinia Jasna
Die Höhle Jaskinia Jasna (deutsch: Helle Höhle) ist eine Höhle im Massiv der Krzemionki Zakrzowskie in den südlichen Ausläufern des Krakau-Tschenstochauer Jura im Stadtteil Zakrzówek der polnischen Stadt Krakau. Sie liegt zwischen dem See Jezioro Zakrzówek im ehemaligen gleichnamigen Steinbruch und der Weichsel. Unweit der Höhle befindet sich die Twardowski Höhle.

## Lage und Beschreibung
Der Eingang befindet sich auf einer Höhe von ca. 215 m n.p.m. Die Höhle war bereits in der Steinzeit bewohnt. 

## Etymologie
Der Name lässt sich als Helle Höhle übersetzen und spielt auf den großen Eingangsbereich an.

## Tourismus
Die Höhle ist frei zugänglich. Sie ist jedoch nicht für Touristen ausgebaut, eine elektrische Beleuchtung existiert nicht.